# 維索莫佐峰
44°40′40″N 7°07′23″E / 44.6779°N 7.1230°E

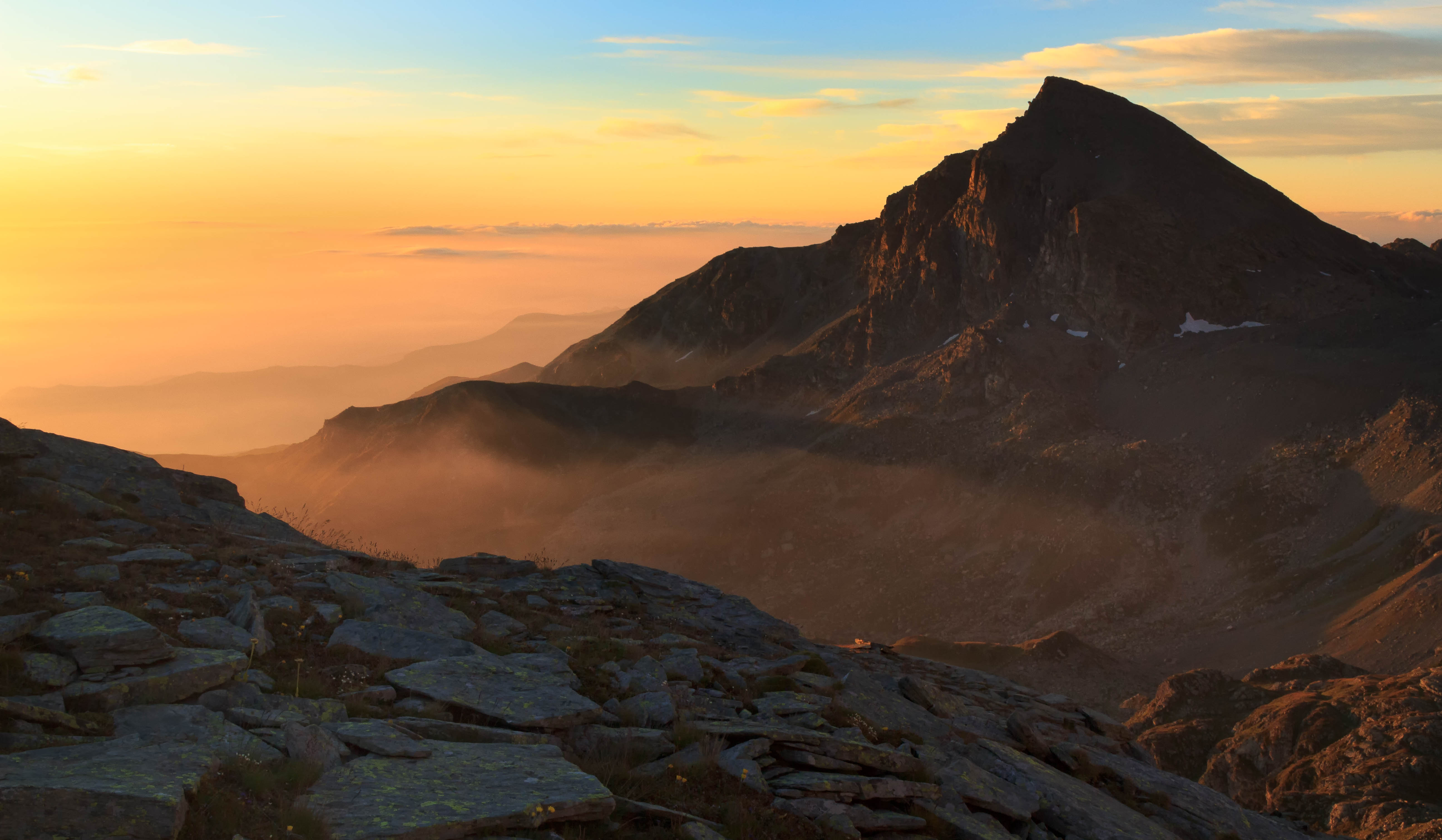

維索莫佐峰（義大利語：Viso Mozzo），是意大利的山峰，位於該國西北部，由皮埃蒙特大區負責管轄，屬於科蒂安阿爾卑斯山脈的一部分，海拔高度3,019米。